# Железничка станица Шумомбецу
Железничка станица Шумомбецу (朱文別駅 Shumonbetsu-eki) је железничка станица у Јапану у граду Машике, Хокаидо на линији Румој, оператера Хокаидо железница. Станица је отворена 1921. године, а затворена 4 децембра 2016. године.

## Линија
- Хокаидо железница
  - ■ Главна линија Румој

## Опис станице
Железничка станица Шумомбецу је на Главној линији Румој са једним пероном.

## Суседне станице
| «                   | «                   | Сервис              | »                   | »                   |
| Главна линија Румој | Главна линија Румој | Главна линија Румој | Главна линија Румој | Главна линија Румој |
| ------------------- | ------------------- | ------------------- | ------------------- | ------------------- |
| Шагума              | Шагума              | локал               | Хашибецу            | Хашибецу            |

## Историја
Станица је отворена 1. децембра 1963. годне. Са приватизацијом од стране Јапанске националне железнице (JNR), 1. априла 1987. године, станицом управља JR исток JR East.

### план затварања
Хокаидо железница је 10. августа 2015. године објавила своје планове да затвори део линије од 16,7 км од Румоја до Машикеа у 2016. години. У априлу 2016, је званично најављено да ће деоница од Румоја да Машикеа бити затворена у децембру 2016.